# جيمس راندال كوريغان
جيمس راندال كوريغان هو فلاح وسياسي نيوزيلندي، ولد في 10 يوليو 1865، وتوفي في 19 مارس 1935. انتخب عضو مجلس النواب النيوزيلندي ‏.